# Charles Tiebout
Charles Mills Tiebout (1924–1968) fue un economista y geógrafo más conocido por el desarrollo del Modelo de Tiebout, el cual sugiere que hay soluciones fuera de la política para el problema del polizón en gobiernos regionales.
Nace en Greenwich (Connecticut) el 12 de octubre de 1924. Se graduó en la Universidad de Wesleyan en 1950 y consiguió su doctorado en Economía en la Universidad de Míchigan en 1957. Fue profesor de Economía y Geografía en la Universidad de Washington. Murió repentinamente el 16 de enero de 1968 a la edad de 43 años.
Está comúnmente asociado con el concepto de Votar con los pies, lo cual significa moverse a una jurisdicción donde las políticas están más cercanas a la ideología de uno mismo, en vez de votar por cambiar un gobierno o sus políticas.

## Enlaces (en inglés)
- Charles Tiebout page at University of Washington site
- Information about Charles Tiebout in William A. Fischel article "Municipal Corporations, Homeowners, and the Benefit View of the Property Tax" Archivado el 21 de octubre de 2020 en Wayback Machine.

- Datos: Q1066256